# Železniki
Železniki (IPA: [ʒɛˈleːzniki], in tedesco Eisnern) è una città della Slovenia appartenente alla regione statistica dell'Alta Carniola di 6 720 abitanti (2020).
È un antico centro siderurgico (in sloveno železo significa ferro) sull'alta valle della Selška Sora, ai piedi del monte Ratitovec (1667 m). Qui è sorta e si è sviluppata la siderurgia slovena. Il vescovo di Frisinga feudatario della zona, ottenuta la concessione imperiale di ricerca e di estrazione mineraria, richiamò in questo centro alcuni esperti minatori e fabbri del Friuli e della Stiria che avviarono l'attività metallurgica, sviluppata e continuata fino alla seconda metà del secolo scorso, quando le innovazioni tecnologiche sconsigliarono la lavorazione in altura. Intorno al 1200 un gruppo di contadini di San Candido (anch'esso legato al vescovo di Frisinga, si trasferì nel villaggio di Sorica, importandone l'architettura e la lingua, che fu parlata fino agli anni '40 del XX secolo.
Tra il 1920 e il 1943 vicino (a circa 200 m di distanza) alla vetta del Smoletovže (1300 m), attualmente facente parte dell'insediamento di Davča, passava il confine tra Regno d'Italia e Jugoslavia. Tale vetta faceva parte dell'allora cosiddetto Vallo Alpino orientale.

## Geografia antropica

### Suddivisioni amministrative
Il comune di Zelezniki è suddiviso in 29 insediamenti (naselja):
- Davča
- Dolenja vas
- Dražgoše
- Golica
- Kališe
- Lajše
- Martinj Vrh
- Ojstri Vrh
- Osojnik
- Podlonk
- Podporezen
- Potok
- Prtovč
- Ravne
- Rudno
- Selca
- Smoleva
- Spodnja Sorica
- Spodnje Danje
- Studeno
- Sv. Lenart
- Topolje
- Torka
- Zabrdo
- Zabrekve
- Zala
- Zali Log
- Zgornja Sorica
- Zgornje Danje

## Galleria d'immagini

### Vedute del paese

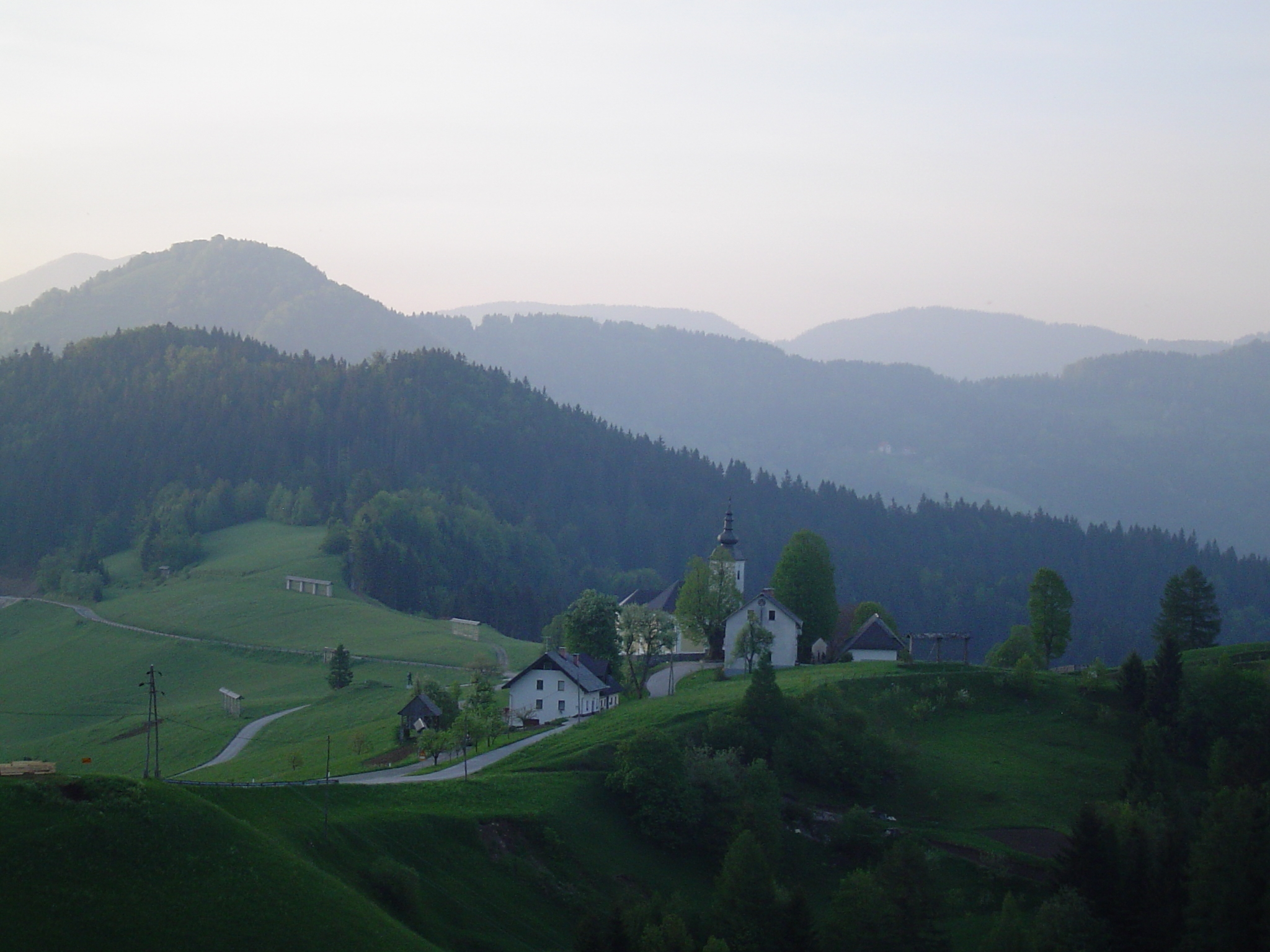
Una chiesetta di Sorica
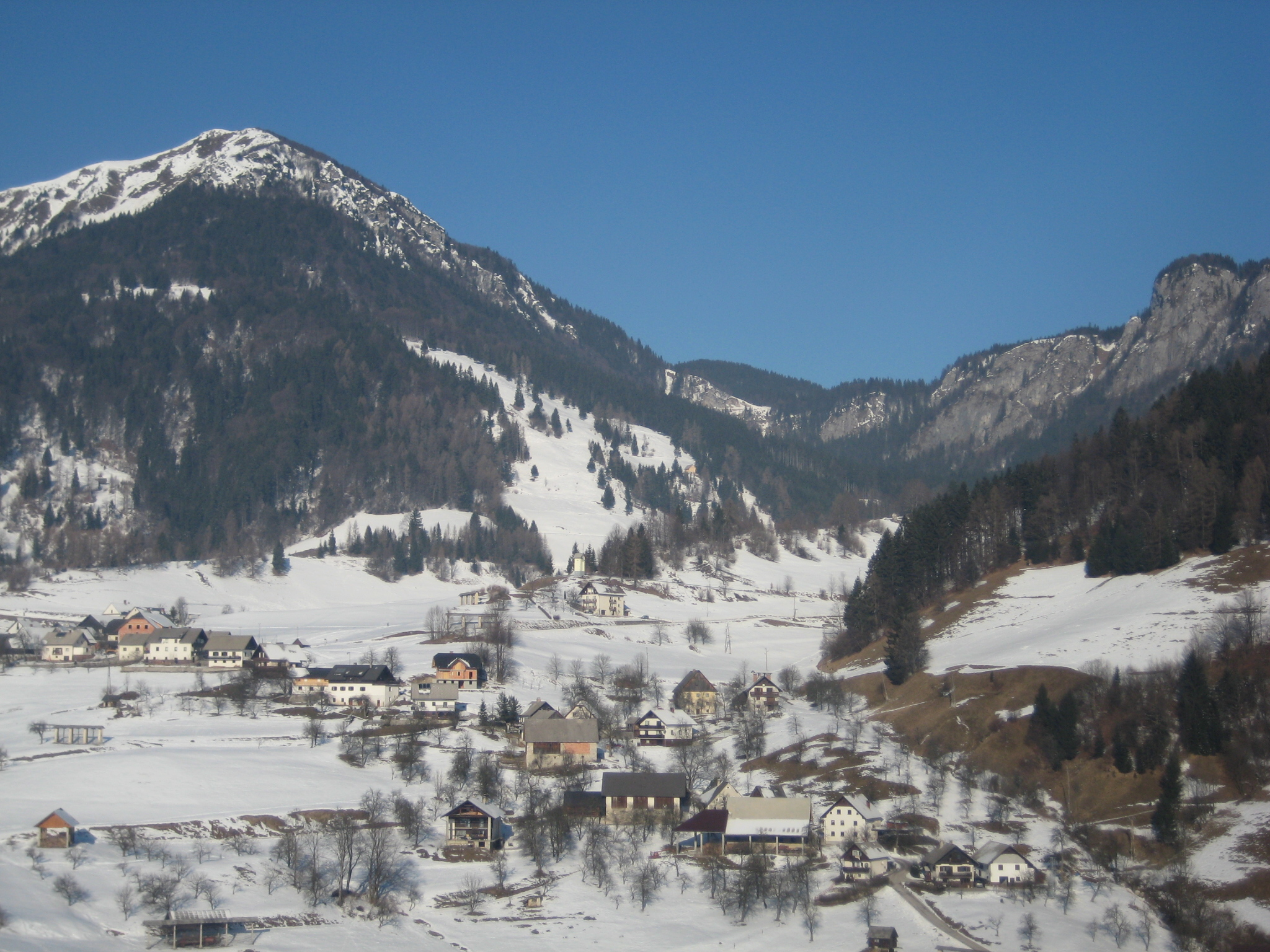
La frazione di Sorica suddivisa nell'abitato superiore (Zgornja Sorica) e inferiore (Spodnja Sorica)
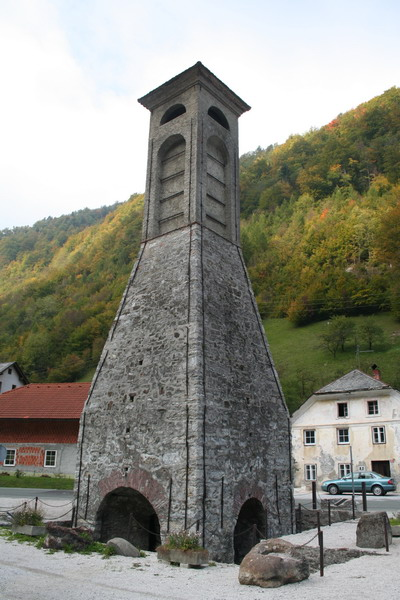
L'antico altoforno, situato nella borgata di Na Plavžu a Železniki
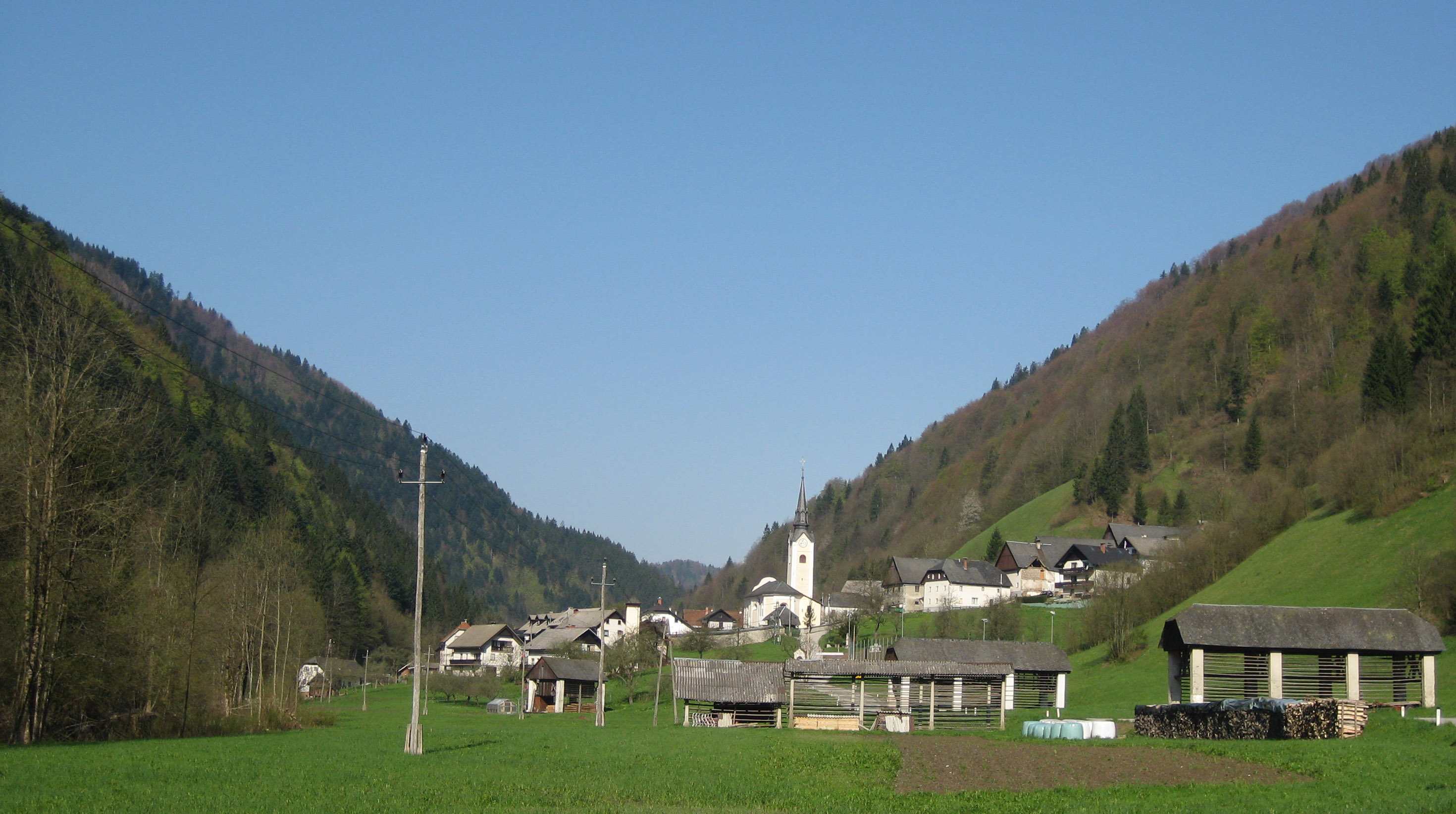
L'abitato di Zali Log
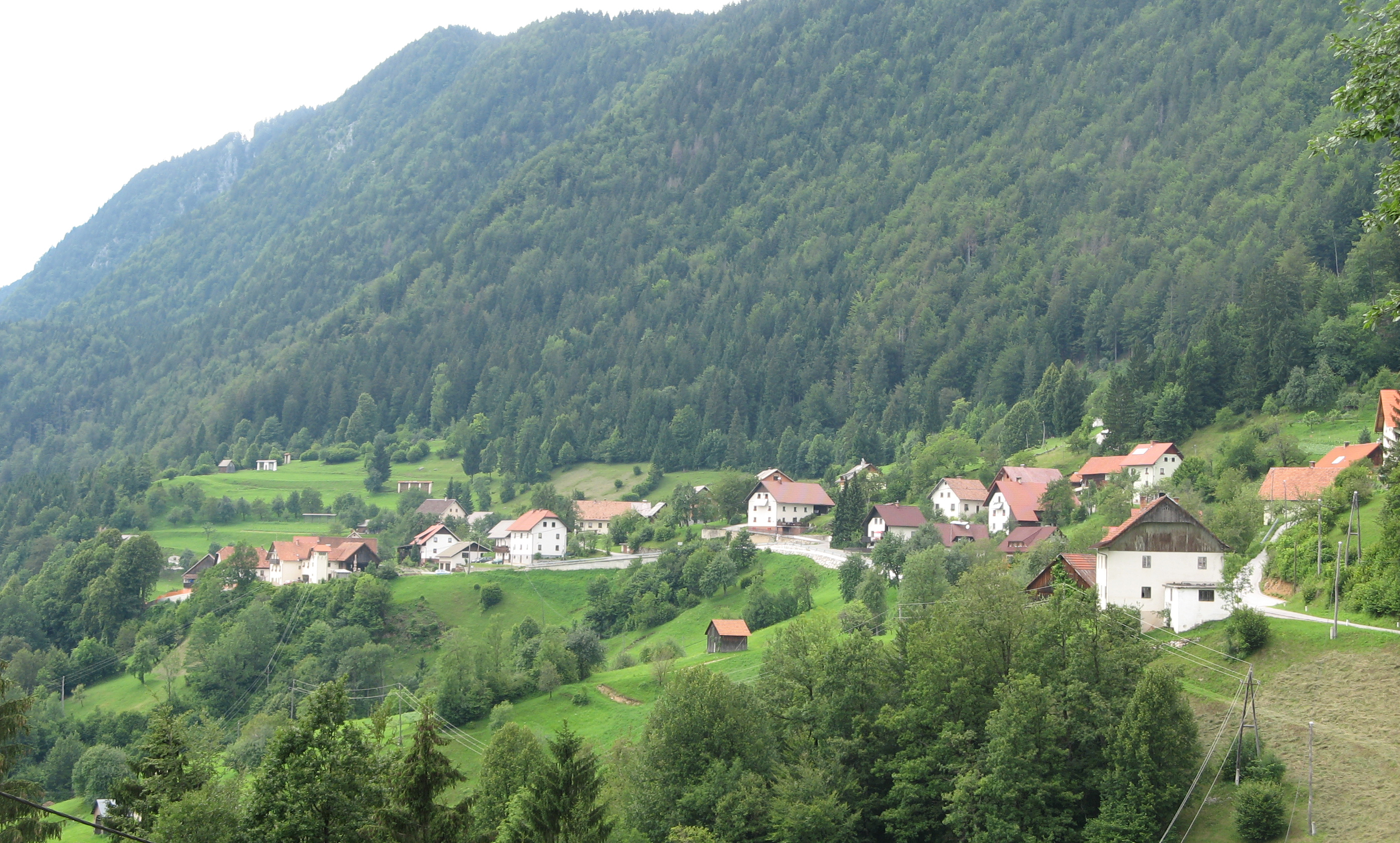
L'insediamento di Dražgoše

### Museo Etnografico

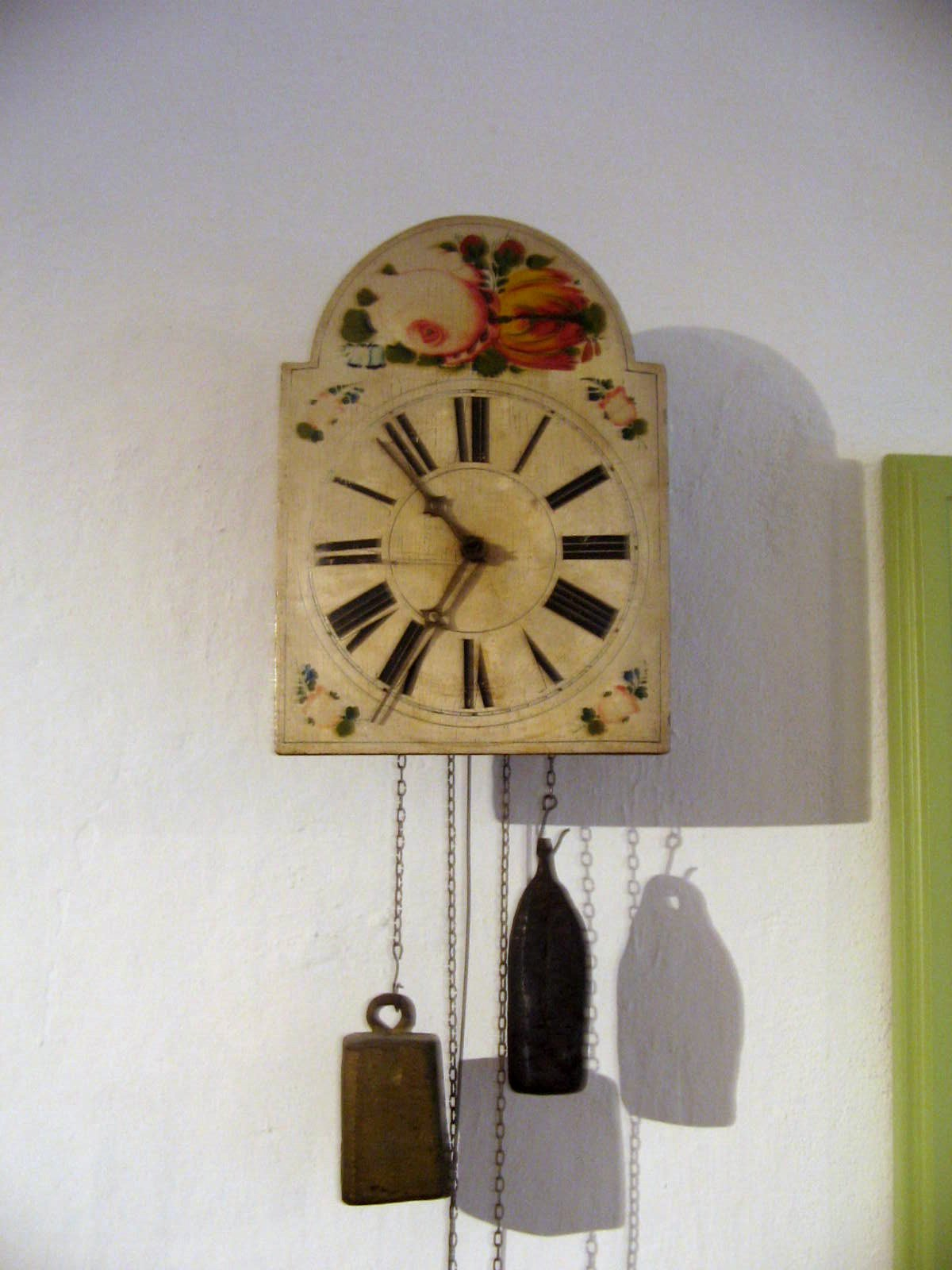
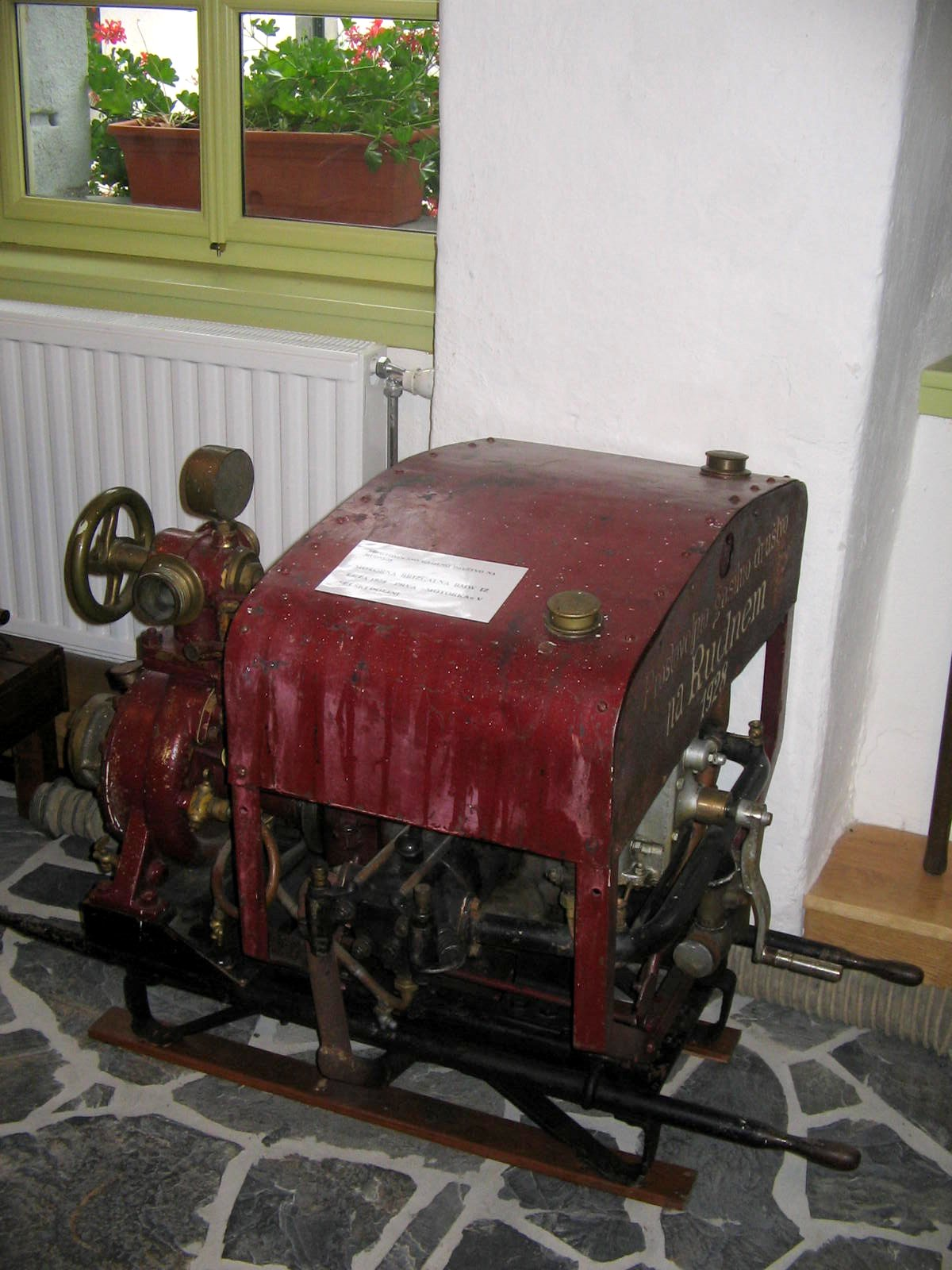
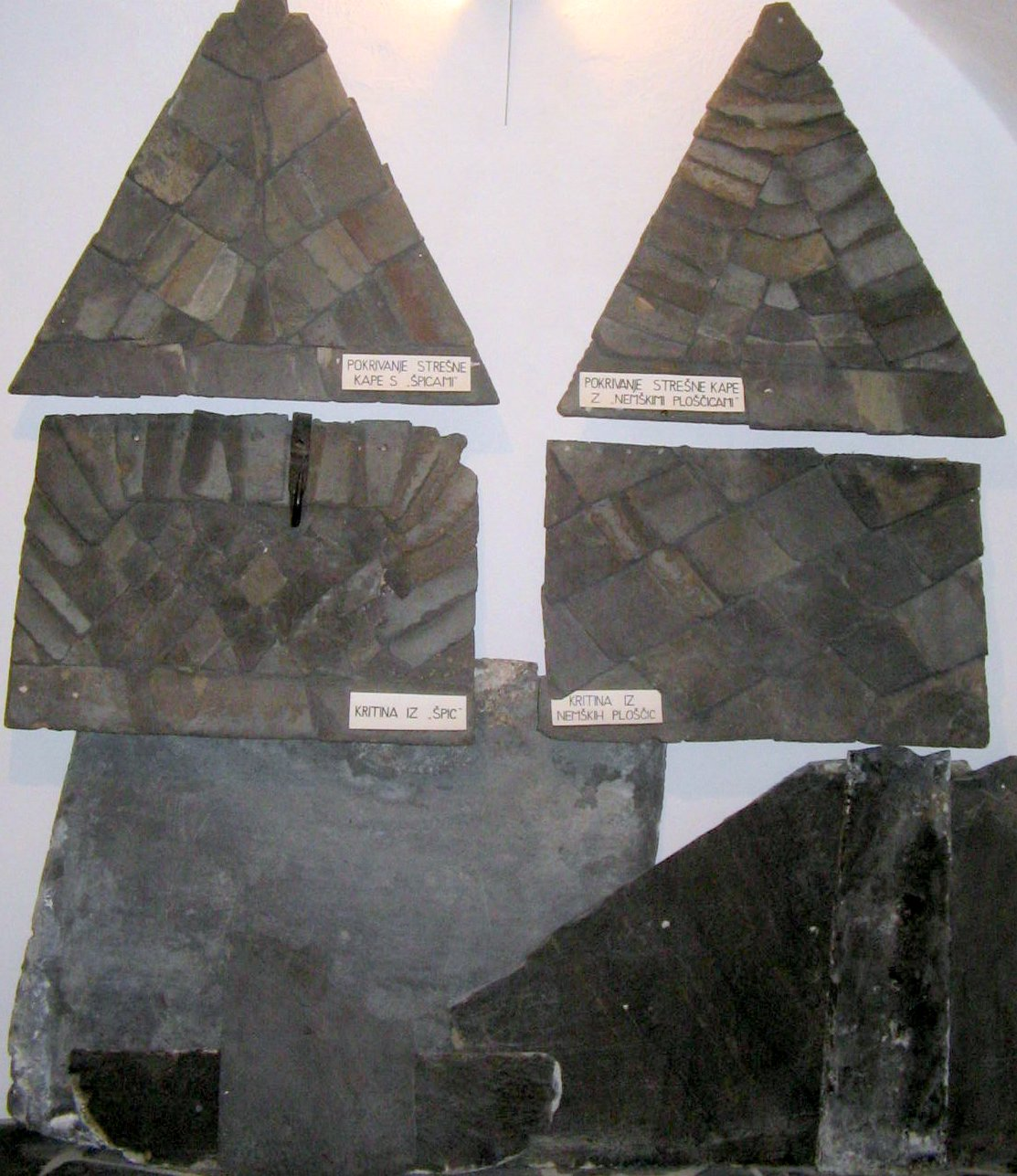
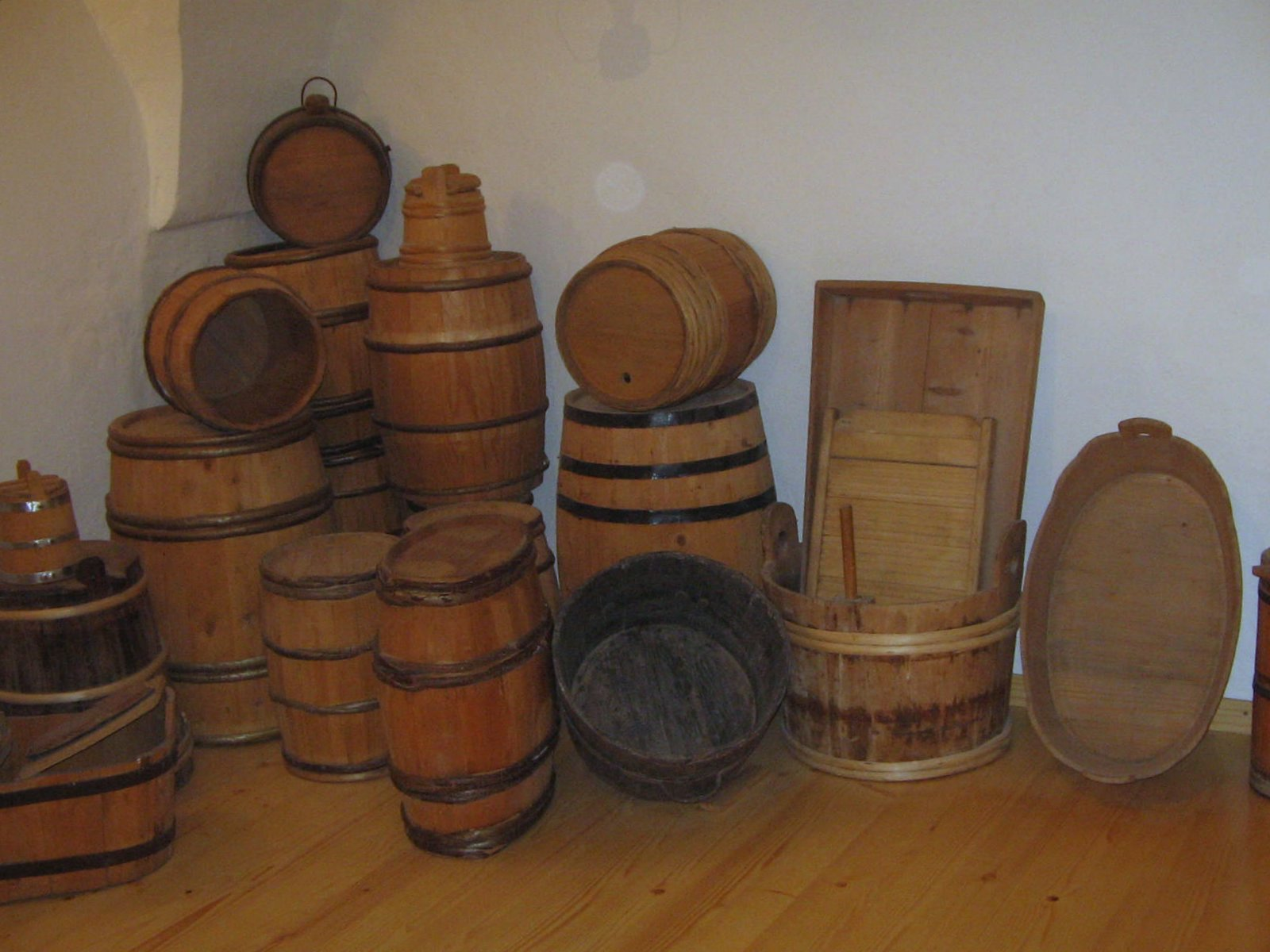
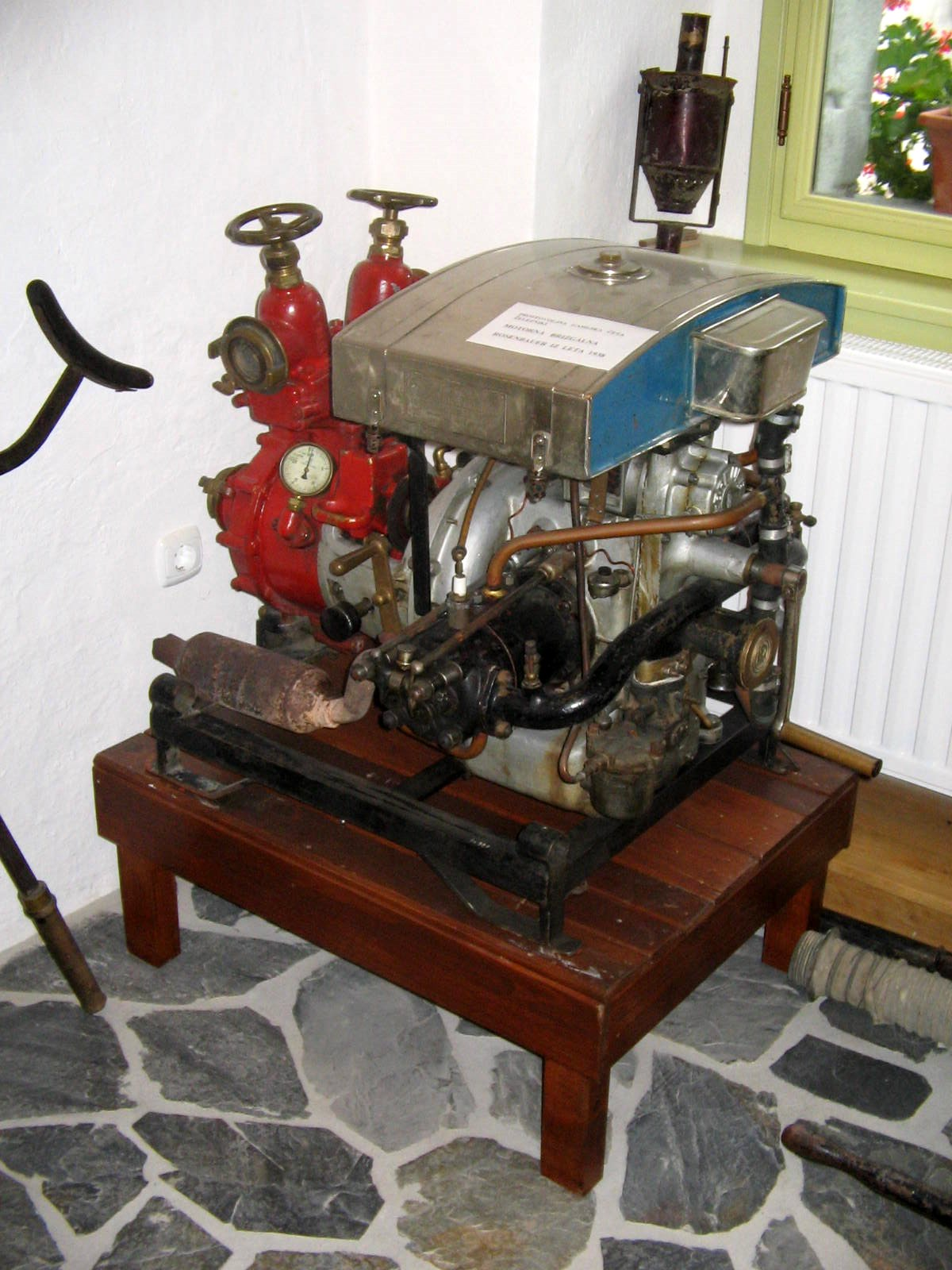
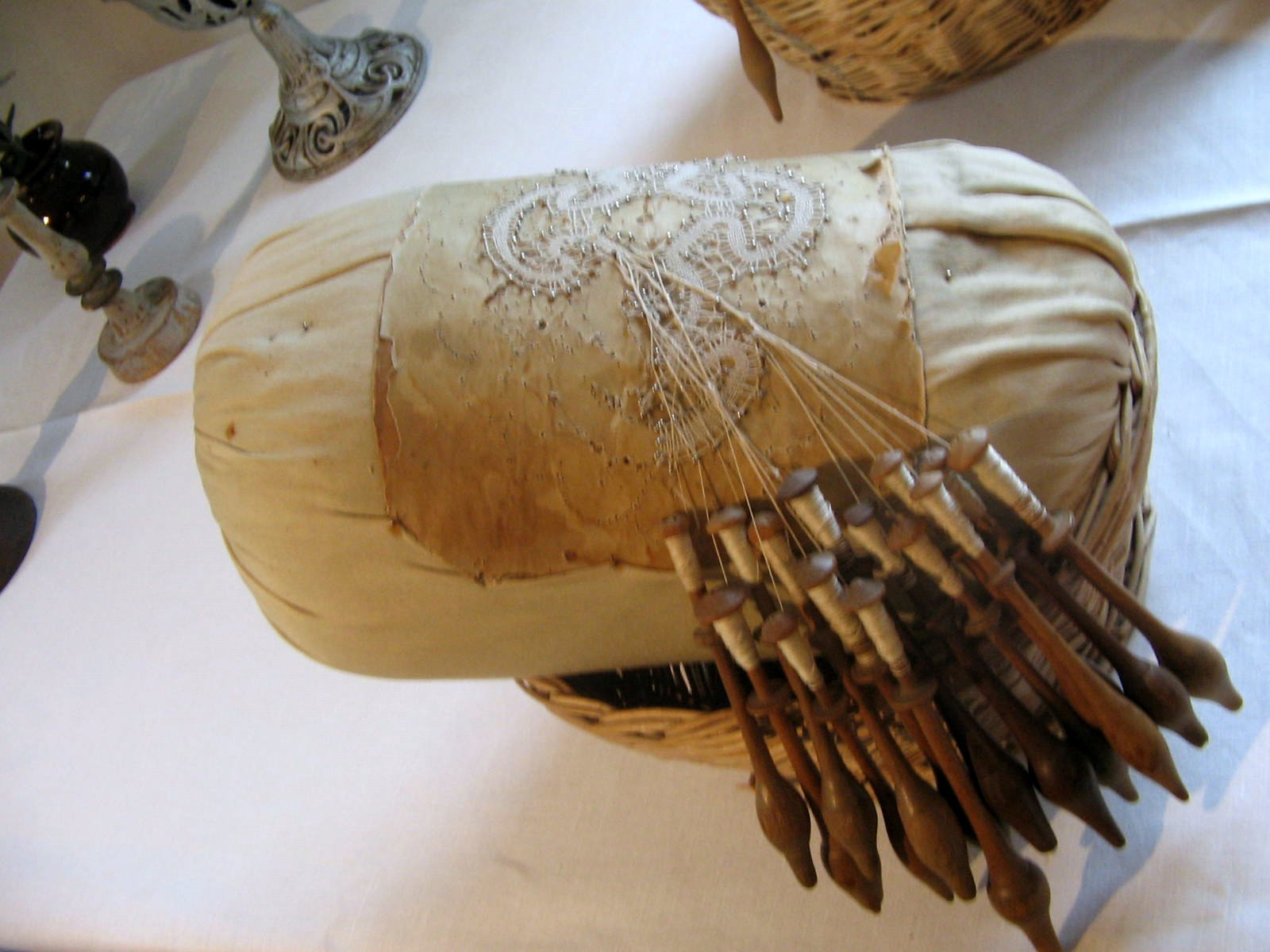
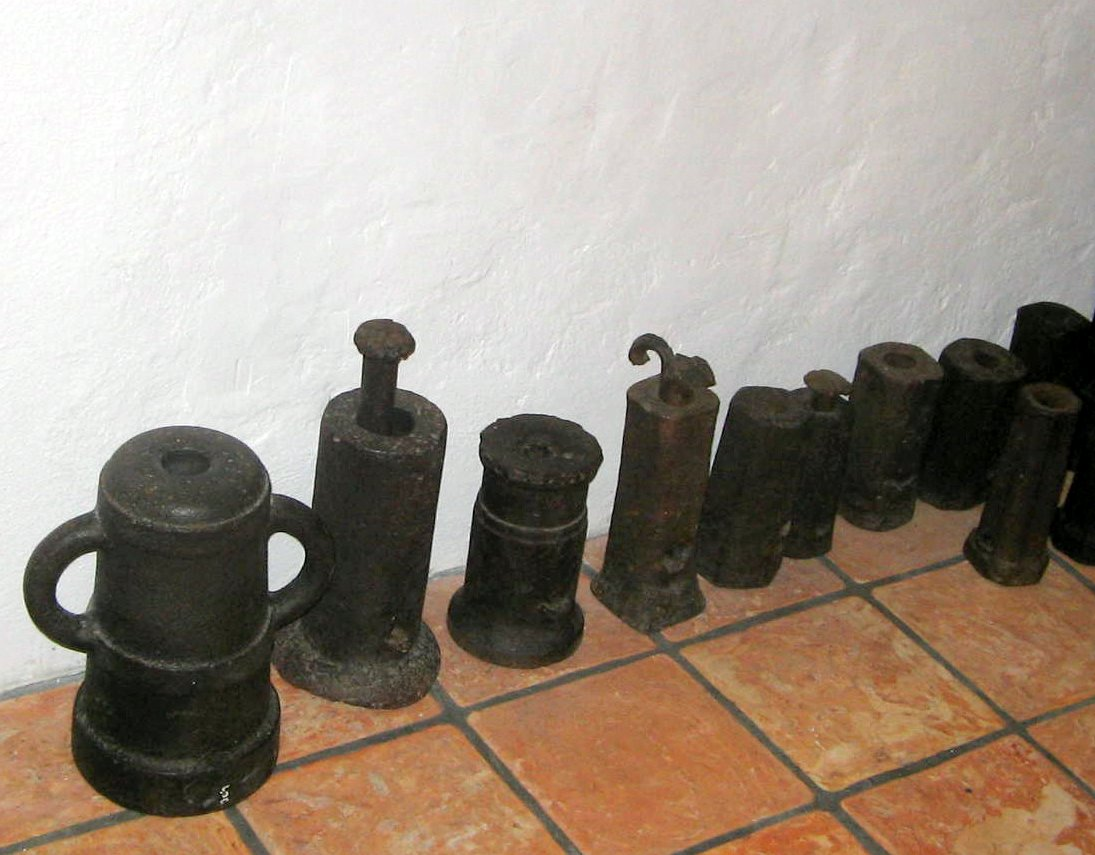
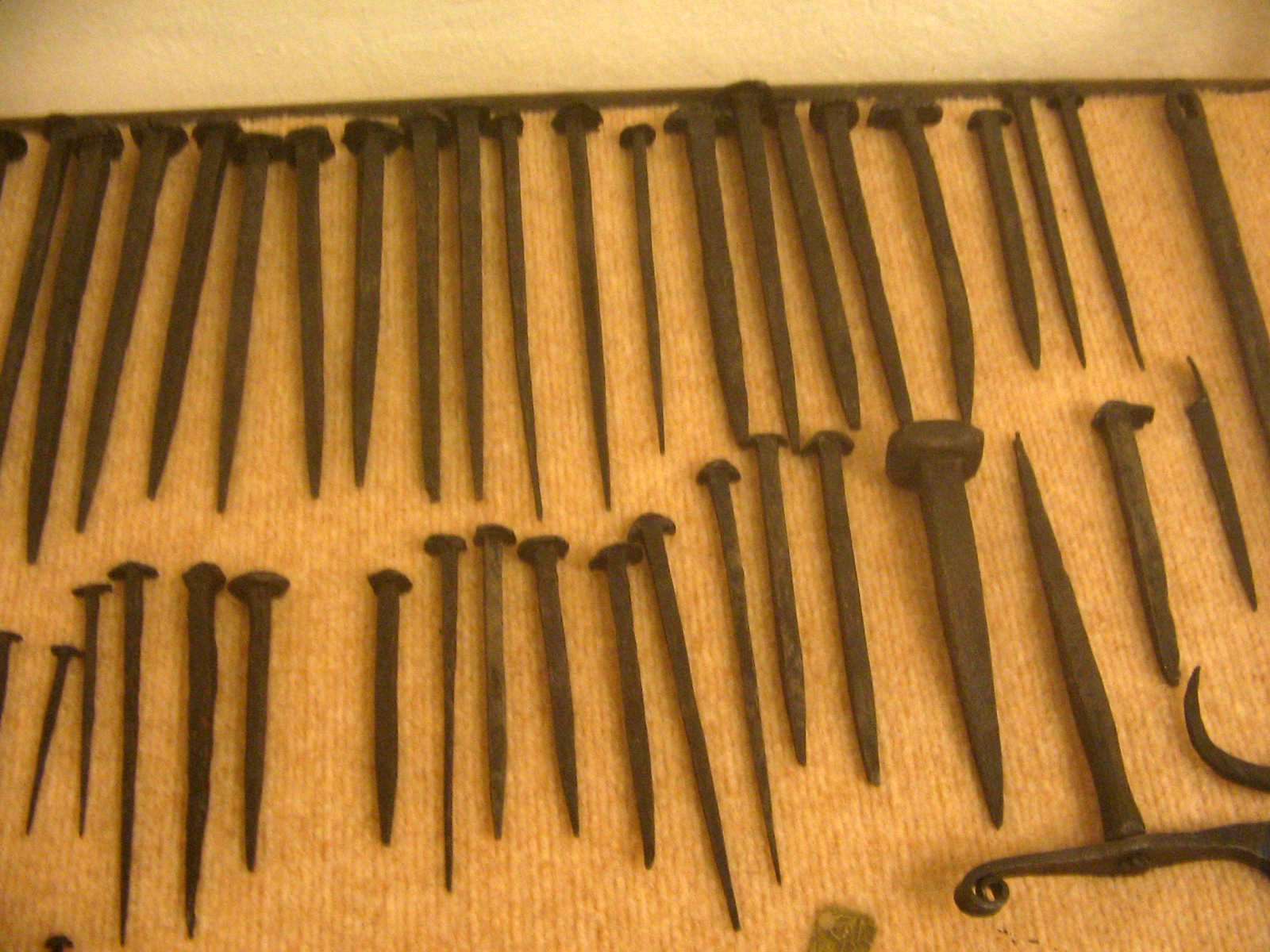
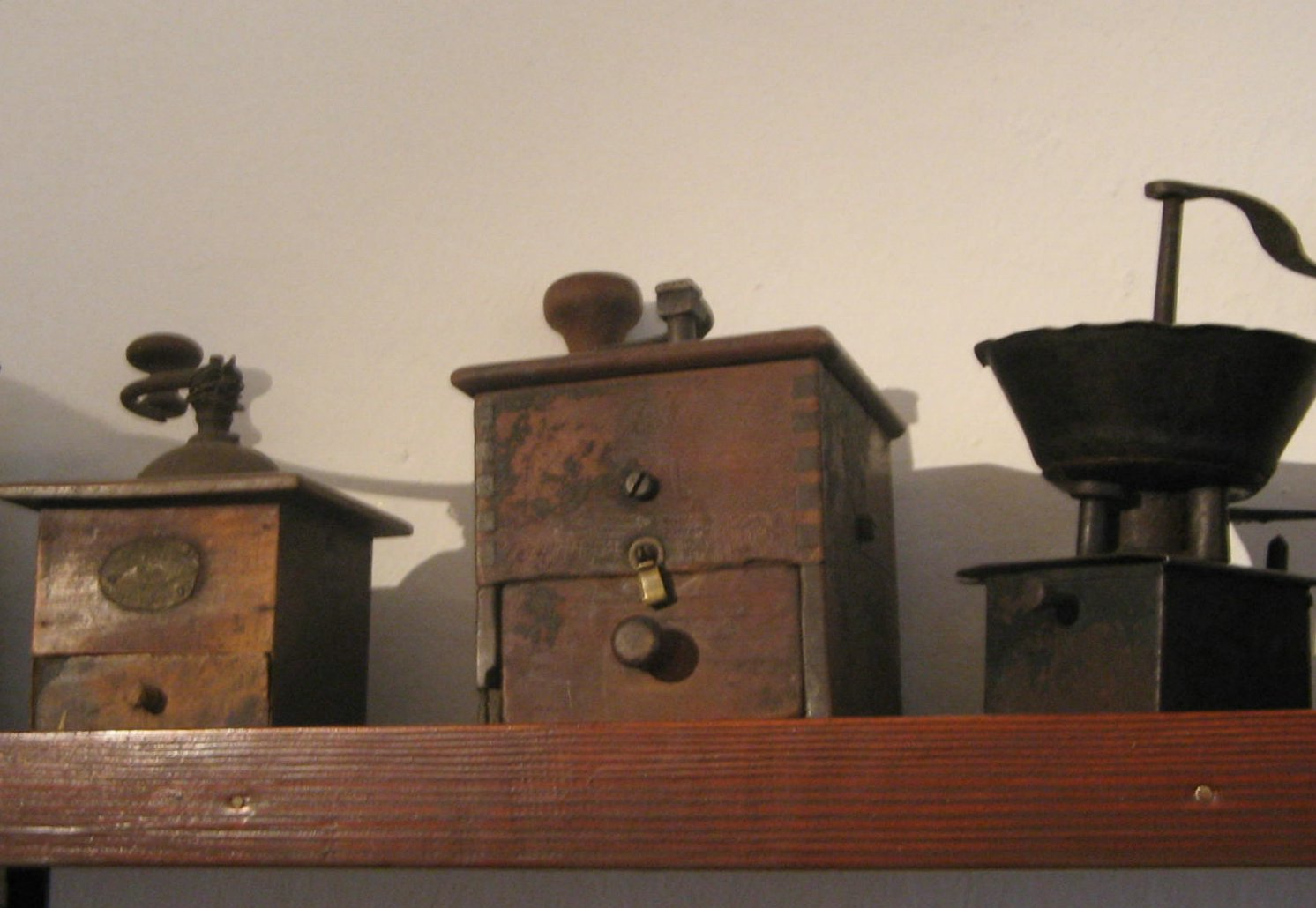
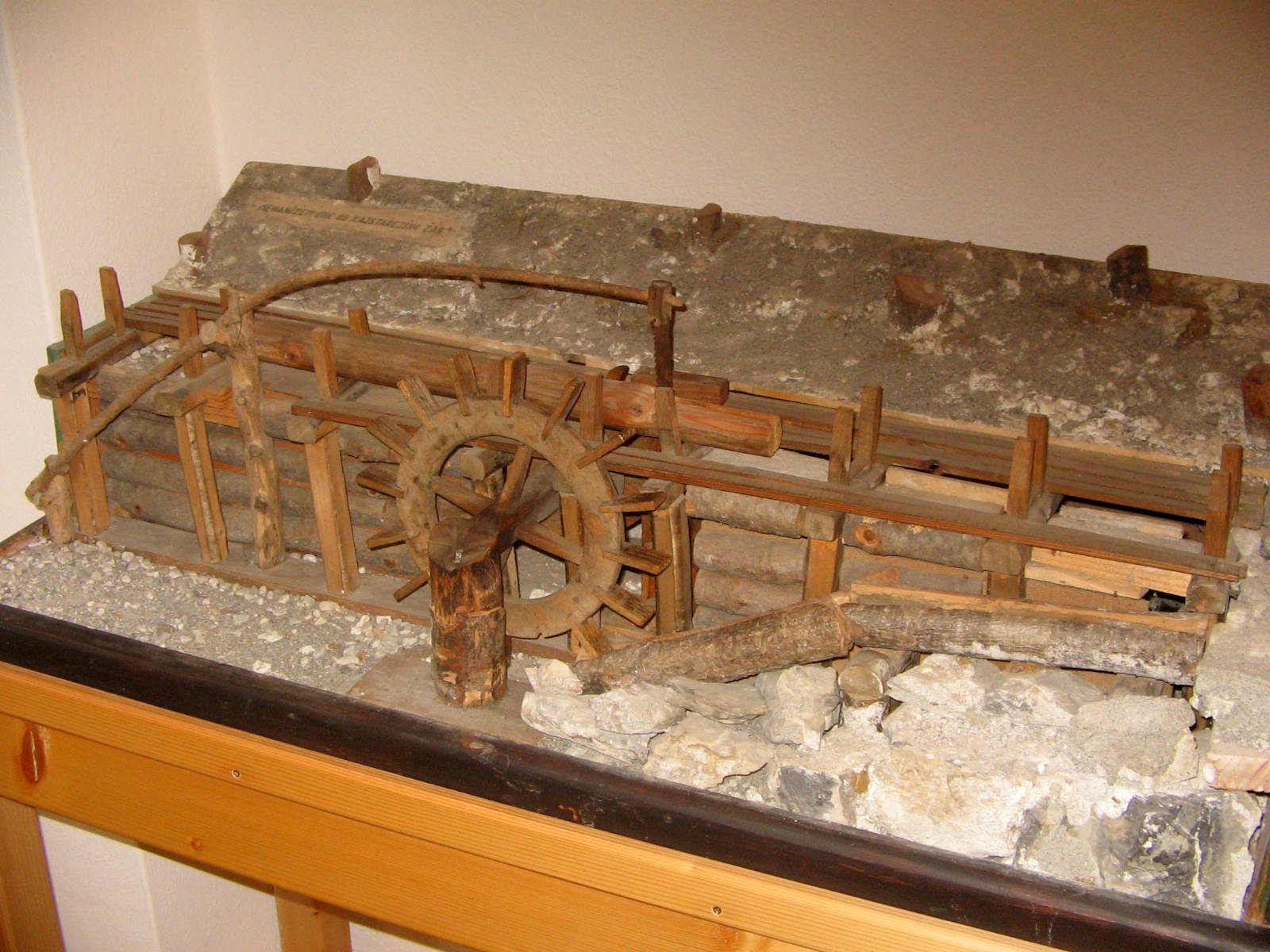